# Condado de Fayette (Texas)

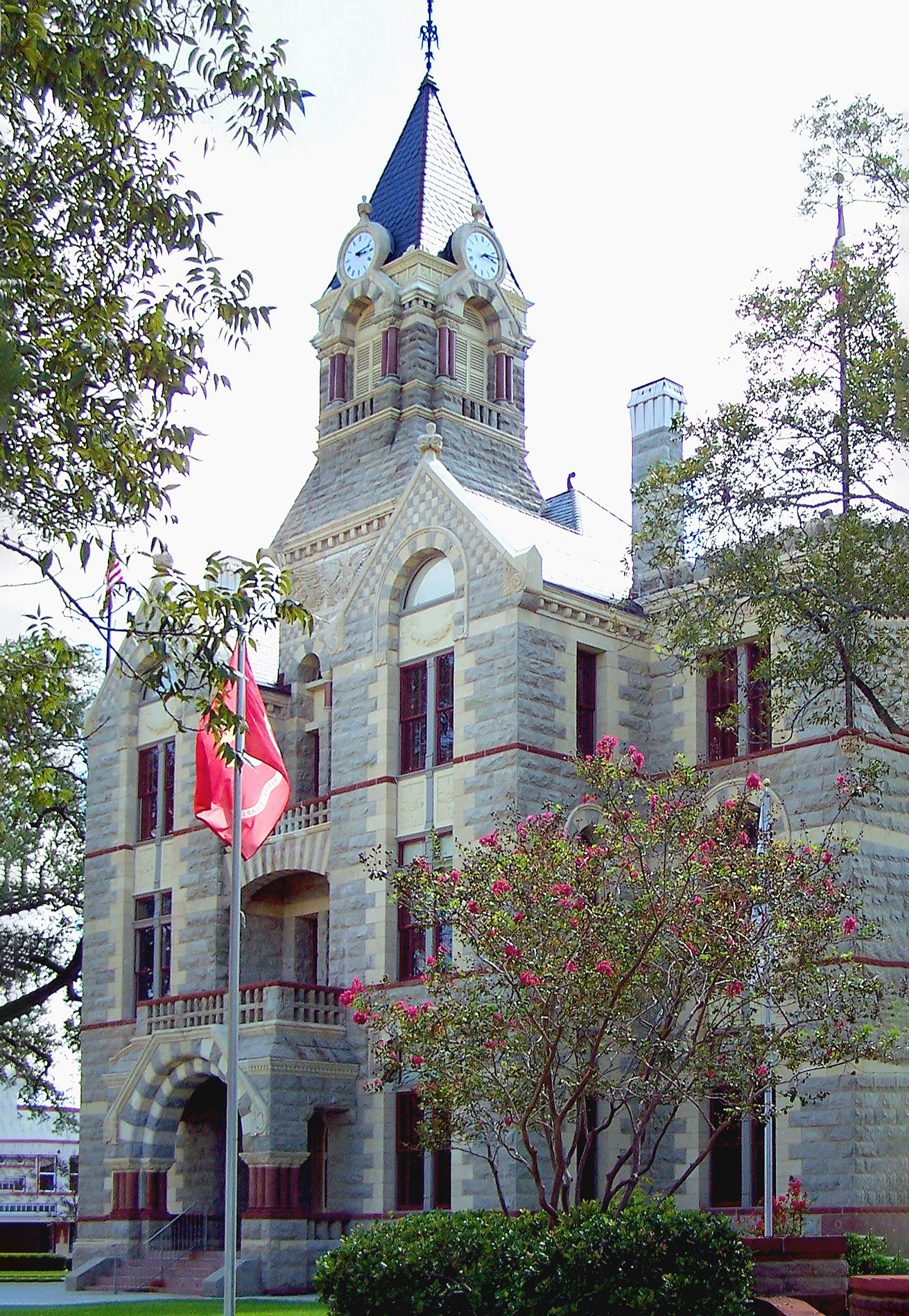
El Palacio de Justicia del condado de Fayette en La Grange fue terminado en 1891. El edificio de estilo neorrománico exhibe en su exterior cuatro tipos de piedras típicas de Texas.

El condado de Fayette es uno de los 254 condados del estado esatadounidense de Texas. La sede del condado es La Grange, al igual que su mayor ciudad. El condado tiene un área de 2.486 km² (de los cuales 25 km² están cubiertos por agua) y una población de 21.804 habitantes, para una densidad de población de 9 hab/km² (según censo nacional de 2000). Este condado fue fundado en 1837.

## Demografía
Para el censo de 2000, había 21.804 personas, 8.722 cabezas de familia, y 6.044 familias residiendo en el condado. La densidad de población era de 23 habitantes por milla cuadrada.
La composición racial del condado era:
- 84,58% blancos
- 7,01% negros o negros americanos
- 0,36% nativos americanos
- 0,22% asiáticos
- 0,06% isleños
- 6,66% otras razas
- 1,11% de dos o más razas.

Había 8.722 cabezas de familia, de las cuales el 28,50% tenían menores de 18 años viviendo con ellas, el 58,00% eran parejas casadas viviendo juntas, el 7,80% eran mujeres cabeza de familia monoparental (sin cónyuge), y 30,70% no eran familias.
El tamaño promedio de una familia era de 2,97 miembros.
En el condado el 23,20% de la población tenía menos de 18 años, el 7,00% tenía de 18 a 24 años, el 23,60% tenía de 25 a 44, el 24,20% de 45 a 64, y el 22,00% eran mayores de 65 años. La edad promedio era de 43 años. Por cada 100 mujeres había 93,70 hombres. Por cada 100 mujeres mayores de 18 años había 91,00 hombres.

## Economía
Los ingresos medios de una cabeza de familia del condado eran de USD$34.526 y el ingreso medio familiar era de $43.156. Los hombres tenían unos ingresos medios de $29.008 frente a $20.859 de las mujeres. El ingreso per cápita del condado era de $18.888. El 8,10% de las familias y el 11,40% de la población estaban debajo de la línea de pobreza. Del total de gente en esta situación, 12,70% tenían menos de 18 y el 13,50% tenían 65 años o más.